# قائمة شخصيات سيلور مون
سيلور مون (باليابانية: 美少女戦士セーラームーン) مانغا شوجو يابانية من تأليف ورسم ناوكو تاكيوتشي.

## الشخصيات
- سيرينا

الاسم الياباني: وساجي تسوكينو
الاسم الإنجليزي: سيرينا
معنى الاسم: ارنب القمر
الالقاب: اودانجو، يوساكو
المراكز: *في الماضي: اميرة القمر، * في الحاضر: سايلر موون، *في المستقبل: نيو كوين سيرينتي
تاريخ الميلاد: 30 - 1 - 1978 م
الاكلة المفضلة: آيس كريم
الاكلة غير المفضلة: الجزر
المادة المفضلة: الاقتصاد المنزلي
المادة غير المفضلة: الرياضيات
البرج: السرطان
فصيلة الدم:0
الهوايات: ألعاب الفيديو، التسوق وقراءة المجلات
الحجر المفضل: الماس
اللون المفضل: أبيض، وردي
نقاط الضعف: التأخر، المدرسة
نقاك القوة: البكاء، الإخلاص
الأمنية: ان تتزوج
التأثير: قوة الحب / معالجة
فتاة عادية طائشة، تحب الحلوة واللعب ولا تذاكر حتى ان درجاتها دائما متدنية تحب داريان وأيضا تحب اللعب في مركز
الألعاب الإلكترونية، ولكن حين يأتي الشر تستعد لمواحهته مع السايلرز ! سيرينا طيبة وتحب ان تسعد الجميع
- ايمي

الاسم الياباني: ميزونو امي
الاسم الإنجليزي: ايمي اندرسون
معنى الاسم: صديقة البحار
الالقاب: دودة الكتب
المراكز: *في الماضي: اميرة كوكب عطارد، *في الحاضر: سايلر ميركوري، *في المستقبل: نيو ميركوري
تاريخ الميلاد: 10 - 9 - 1978 م
الاكلة المفضلة: السنوتشات
الاكلة غير المفضلة: التونا الصفراء
المادة المفضلة: الرياضيات
المادة غير المفضلة: <<<لا يوجد>>>
البرج: العذراء
فصيلة الدم:A
هوايات: الشطرنج، الكمبيوتر، القراءة
الحجر المفضل: سفير
اللون المفضل: ازرق سماوي
نقاط الضعف: الحب والعلاقات، الاسترخاء
نقاط القوة: الحساب، الذاكرة، التخطيط
الأمنية: ان تصبح طبيبة
التأثير: قوة مائية
الفتاة الذكية، دائما علاماتها كاملة، تحب المذاكرة طوال اليوم، وامنيتها ان تصبح طبيبة مثل امها
- ميناكو

الاسم الياباني: اينو ميناكو
الاسم الإنجليزي: مينا
معنى الاسم: سحر الجمال والحب
المراكز: *في الماضي: اميرة كوكب الزهرة، *في الخاضر: سايلر فينوس، *في المستقبل: نيو فينوس
تاريخ الميلاد: 22 - 10 - 1978 م
الاكلة المفضلة: الارز
الاكلة غير المفضلة: المشروم (الفطر)
المادة المفضلة: التربية البدنية
المادة غير المفضلة: كل شيء غيره
البرج: الميزان
فصيلة الدم: B
الهوايات: التسوق، التمثيل
الحجر المفضل: توباز
اللون المفضل: اصفر، احمر
نقاط الضعف: امها، الشرطة
نقاط القوة: الاسترخاء، ملاحقة المغنيين والممثلين
الأمنية: تصبح شخصية مشهورة
التأثير: قوة الحب / حديدية
فتاة عادية، مثل يوساجي، تحب المجلات واللعب والحلوى ولكنها تحب ملاحقة الممثلين والمغنيين امثال الثري لايتس !
امنيتها ان تصبح نجمة مشهورة
- راي

الاسم الياباني: هينو راي
الاسم الإنجليزي: راي
معنى الاسم: روح النار
المراكز: *في الماضي: اميرة كوكب المريخ، *في الحاضر: سايلر مارز، *في المستقبل : نيو مارز
تاريخ الميلاد : 17 - 4 - 1978 م
الاكلة المفضلة : السمك
الاكلة غير المفضلة : الاسباراجوس
المادة المفضلة : الكتابات القديمة
المادة غير المفضلة : المجتمع الحضاري
البرج : الحمل
فصيلة الدم : AB
الهوايات : عرافة وأخبار الطالع
الحجر المفضل : ياقوت
اللون المفضل : احمر
نقاط الضعف : التحكم بالاعصاب
نقاط القوة : التفكر والتأمل
الأمنية : ان تصبح مغنية أو مصممة ازياء أو قسيسة
التأثير : قوة النار
فتاة المعبد، راي تقضي وقتها في المعبد بالقرب من منزل جدها وتتدرب فيه على بعض الطقوس. راي شديدة الغضب وسرعان ما
تفقد اعصابها، أيضا تحب التحرش مع بيوساجي وفي النهاية تنشب نار معركة بينهما ! ولكنهما في النهاية اصدقاء
- ماكوتو

الاسم الياباني : كينو ماكوتو
الاسم الإنجليزي : ليتا
معنى الاسم : حكمة الاشجار
المراكز : *في الماضي : اميرة كوكب المشتري، *في الحاضر : سايلر جوبتر، *في المستقبل : نيو جوبتر
تاريخ الميلاد : 5 - 12 - 1978 م
الاكلة المفضلة : فطيرة الكرز
الاكلة غير المفضلة : <<<لا يوجد>>>
المادة المفضلة : الاقتصاد المنزلي
المادة غير المفضلة : الفيزياء
البرج: القوس
فصيلة الدم :0
الهوايات : الطبخ
الحجر المفضل : زمرد
اللون المفضل : اخضر
نقاط الضعف : الطائرات
نقاط القوة : الطبخ، القوة البدنية
الأمنية : ان تملك مطعم
التأثير : قوة الكهرباء / نباتية
أقوى السايلرز من ناحية البنية الجسمية حيث هي حاصلة على حزام اسود في رياضة دفاع عن النفس، أيضا هي طباخة
ماهرة، تحلم بأن يكون لها مطعم خاص
- هوتارو

الاسم الياباني : توموي هوتارو
الاسم الإنجليزي : هوتارو
معنى الاسم : الارنب الصغير
المراكز : *في الماضي : اميرة كوكب زحل، *في الحاضر : سايلر ساترن، *في المستقبل : نيو ساترن
تاريخ الميلاد : 6 - 1 - 1981 م
الاكلة المفضلة : النودلز
الاكلة غير المفضلة : الحليب
المادة المفضلة : التاريخ
المادة غير المفضلة : التربية البدنية
البرج : الجدي
فصيلة الدم : AB
الهوايات : القراءة
الحجر المفضل : الفلورايت
اللون المفضل : البنفسجي
نقاط الضعف : القوة البدنية
نقاط القوة : التصميم
الأمنية : ان تكون طبيبة
التأثير : قوة غامضة
من اغرب الشخصيات، كانت طفلة ثم تحولت إلى عدو ثم اعيدت طفلة ثم كبرت وأصبحت مراهقة، لها القدرة على استخدام حركات مميتة، أيضا لها القدرة في أن تتوقع خطر قادم. هي أيضا صديقة عزيزة لريني
- هاروكا

الاسم الياباني : تينو هاروكا
الاسم الإنجليزي : امارا
معنى الاسم : حاكمة السماء
المراكز : *في الماضي : اميرة كوكب اورانوس، *في الحاضر : سايلر اورانس، *في المستقبل : نيو اورانوس
تاريخ الميلاد : 27 - 1 -.....
الاكلة المفضلة : السلطة
الاكلة غير المفضلة : فول الصويا
المادة المفضلة : التربية البدنية
المادة غير المفضلة : الحضارة اليابانية
البرج : الدلو
فصيلة الدم : B
الهوايات : قيادة السيارات
الحجر المفضل : الكهرمان
اللون المفضل : الذهبي
نقاط الضعف : ملابس البنات
نقاط القوة : قيادة السيارات
الأمنية : قائدة سيارات عالمية
التأثير : قوة أرضية / حديدية
فتاة تتصرف مثل الأولاد، ولكنها صارمة وجادة في عملها، تحب قيادة السيارات وأيضا تحب ان تقضي وقتا مع ميشيرو في بعض الأحيان ! تكره ستار فايتر ولكنها في النهاية تطلب منه ان يحرس يوساجي !
- ميشيرو

الاسم الياباني : كايو ميتشيرو
الاسم الإنجليزي : ميشيل
معنى الاسم : ملكة البحار
المراكز : *في الماضي : اميرة كوكب نبتون، *في الحاضر : سايلر نبتون، *في المستقبل : نيو نبتون
تاريخ الميلاد : 6 - 3 -.....
الاكلة المفضلة : قطع اللحم
الاكلة غير المفضلة : المشروم (الفطر)
المادة المفضلة : الموسيقى
المادة غير المفضلة : <<<لا يوجد>>>
البرج : الحوت
فصيلة الدم : O
الهوايات : العزف، السباحة
الحجر المفضل : زبرجد
اللون المفضل : الأزرق
نقاط الضعف :.....
نقاط القوة : الموهبة الموسيقية
الأمنية : ان تصبح عازفة
التأثير : قوة مائية
تحب العزف على الفيولين وتحب أيضا ان تقضي وقتا مع هاروكا
- سيتسونا

الاسم الياباني : مييو سيتسونا
الاسم الإنجليزي : تريستا
معنى الاسم : ذكرى ملكة الظلام
المراكز : *في الماضي : اميرة كوكب بلوتو، *في الحاضر : سايلر بلوتو، *في المستقبل : نيو بلوتو
تاريخ الميلاد : 29 - 10 -.....
الاكلة المفضلة : الشاي
الاكلة غير المفضلة : نبتة البيض
المادة المفضلة : الفيزياء
المادة غير المفضلة : الموسيقى
البرج : العقرب
فصيلة الدم :A
الهوايات : التسوق
الحجر المفضل : عقيق احمر
اللون المفضل : الأحمر الغامق
نقاط الضعف : الصراصير
نقاط القوة : الخياطة وتقديم المساعدات
الأمنية : ان تصبح مصممة ازياء
التأثير : قوة غامضة
لا تخرج مع بقية السايلرز وانما تحرس بوابة الزمن التي من خلالها يمكن لأي شيء ان يرجع أو يقدم الزمن تشرف على ريني
وتقدم المساعدات والنصائح للسايلرز
- مامورو

الاسم الياباني : تشيبا مامورو
الاسم الإنجليزي : داريان شيلدز
معنى الاسم : حامي الأرض
المراكز : *في الماضي : امير الأرض، *في الحاضر : توكسيدو ماسك، *في المستقبل : نيو كينج انديميون
تاريخ الميلاد : 3 - 8 - 1975 م
الاكلة المفضلة : الشوكولاتة
الاكلة غير المفضلة : <<<لا يوجد>>>
المادة المفضلة : الفيزياء
المادة غير المفضلة : <<<لا يوجد>>>
البرج : الاسد
فصيلة الدم : A
الهوايات : القراءة، العدو
الحجر المفضل :.....
اللون المفضل : الأسود
نقاط الضعف : بكاء يوساجي، الحاجة
نقاط القوة : الرومانسية
الأمنية : ان يصبح عالم
التأثير : قوة متنوعة
الشاب الذي يحب يوساجي، يتحول إلى توكسيدو ماسك ليساعد يوساجي وقت الخطر. في بعض الأحيان لا يستطيع تحمل بكاء يوساجي
ويعطيها ما تريد، أيضا لديه محبة لمادة الفيزياء، في آخر جزء من المسلسل يذهب لكي يكمل دراسته في جامعة بأمريكا لكي يصبح
عالم
- سايا

```
الاسم الياباني : كو سايا
```

الاسم الإنجليزي : سايا
معنى الاسم : نجم سهم النور
المراكز : سايلر ستار فايتر
تاريخ الميلاد : 30 - 7 - 1978 م
الاكلة المفضلة : همبرغر
الاكلة غير المفضلة :.....
المادة المفضلة : التربية البدنية
المادة غير المفضلة : الادب
البرج : الاسد
فصيلة الدم :A
الهوايات : كرة القدم الأمريكية
الحجر المفضل :.....
اللون المفضل : احمر
نقاط الضعف : البنات
نقاط القوة :.....
الأمنية :.....
التأثير : قوة عادية
رئيس فرقة المغنيين «ثري لايتس»، بعد أن تدمر كوكبه على يد جالاكسيا وهربت الاميرة كاجويو، ذهب ليبحث عنها ولكن لم يجدها الا بعدما كاد أن يفقد الامل، هو وصديقاه أصبح لهم مشجعون ومعجبين كثيرين، منهم ميناكو التي لم تيأس في أن تكسب قلب أحد منهم
سايا احب يوساجي ولكن هي لم تحبه، وكان يحاول في أن يكسبها لكن لم يستطع
- تايكي

الاسم الياباني : كو تايكي
الاسم الإنجليزي : تايكي
معنى الاسم : نور الهواء الضخم
المراكز : سايلر ستار ميكر
تاريخ الميلاد : 30 - 5 - 1978 م
الاكلة المفضلة : سوشي
الاكلة غير المفضلة :.....
المادة المفضلة : الادب
المادة غير المفضلة : <<<لا يوجد>>>
البرج : الجوزاء
فصيلة الدم : AB
الهوايات : كتابة الاشعار
الحجر المفضل :.....
اللون المفضل : اصفر
نقاط الضعف :.....
نقاط القوة :.....
الأمنية :.....
التأثير : قوة عادية
شاعر جيد وشخصية ذكية، جاد في عمله، أحد أعضاء فرقة «ثري لايتس»، يحب ان يكتب اشعار ويذاكر ! أيضا كان احدا من
اهداف ميناكو حيث لم تتركه وشأنه
- ياتن

الاسم الياباني : كو ياتين
الاسم الإنجليزي : ياتن
معنى الاسم : نور السماء المظلمة
المراكز : سايلر ستار هيلر
تاريخ الميلاد : 8 - 2 - 1978 م
الاكلة المفضلة : كافيار
الاكلة غير المفضلة :.....
المادة المفضلة : الفنون والرسم
المادة غير المفضلة : التربية البدنية
البرج : الدلو
فصيلة الدم : B
الهوايات : الكاميرا
الحجر المفضل :.....
اللون المفضل : ازرق سماوي
نقاط الضعف : المجهود البدني
نقاط القوة :.....
الأمنية :.....
التأثير : قوة كهربائية
غريب ولا يعبر عن ما بداخله، عصبي، ردة فعله سريعة وقوية، يحب ان تلتقط له صور، يحب القطط وخاصة لونا
أيضا من اهداف ميناكو ولكن كان بينهما حوار حول مهام السايلر وميناكو اقنعته بأن السايلرز يجب أن يعيشوا حياة فيها فرح
وراحة بعيدا عن الاخطار ومهام السايلرز، أيضا سألها عن سبب امنيتها وأيضا اعجب بادائها من ناحية الغناء والرقص، ولكن
لم يحالفهم الحظ لأن يعجبوا ببعضهم
- شيبي يوسا

الاسم الياباني : تشيبي وساجي
الاسم الإنجليزي : ريني
معنى الاسم : الارنب الصغير
المراكز : *في الحاضر : سايلر شيبي موون، *في المستقبل : نيو برنسس سيرينتي
تاريخ الميلاد : 30 - 6 -.....
الاكلة المفضلة : بودينج
الاكلة غير المفضلة : الجزر
المادة المفضلة : الرسم
المادة غير المفضلة : اللغة اليابانية
البرج : السرطان
فصيلة الدم : O
الهوايات : التجميع
الحجر المفضل : الماس
اللون المفضل : احمر، وردي
نقاط الضعف : الصواعق، ترتيب البيت
نقاط القوة : الحصول على ما تريد
الأمنية : ان تصبح آنسة
التأثير : قوة عادية
اتت من السماء حيث انتقلت من المستقبل إلى الحاضر لكي تطلب المساعدة من السايلرز، تشبه يوساجي في تصرفاتها وكثيرة ما يقع
خلاف بينهم الاثنين. هي أيضا ابنة يوساجي وداريان في المستقبل، أيضا لديها قطة تسمى «ديانا» تساعدها
- شيبي شيبي

الاسم الياباني : تشيبي تشيبي
الاسم الإنجليزي :.....
معنى الاسم : صغيرة جدا
تاريخ الميلاد : 30 - 6 -.....
الاكلة المفضلة : الدونات
الاكلة غير المفضلة : السبانخ
البرج : السرطان
فصيلة الدم : 0
الحجر المفضل : الماس
اللون المفضل : احمر
نقاط الضعف :.....
نقاط القوة : الخروج من المشاكل، اعجاب الناس بها
من اظرف وأفضل الشخصيات في الجزء الخامس، تأتي من السماء مع مظلة، ولكنها تدهش الجميع حينما تخرج من الاخطار
سليمة تردد بعض الكلمات وتقول دائما : «شيبي شيبي»
- لونا

قطة، حارسة يوساجي الخاصة، في بعض الأحيان تكون مزعجة ولكنها تنصح يوساجي وتساعدها في أي شيء، الوحيدوة التي تشعر باحساس يوساجي ! لونا تحب ارتيمس
القط الأبيض الذي اتى معها إلى الأرض من قبل كوين سيرينتي في الماضي
- ارتيمس

قط، مساعد ميناكو الأيمن وحارسها الخاص، الوحيد الذي يشعر باحساس ميناكو ويعرف كل حركاتها، لأنه كان معها عندما كانت تسمى سايلر في، يقوم بنفس مهام لونا
- ديانا

قطة، ابنة لونا وارتيمس، مساعدة ريني
- اندرو

هذا الرجل يعمل في محل ألعاب إلكترونية ويوساجي دائما تتردد على هذا المكان، في البداية يوساجي كانت تحبه، ولكن في النهاية يوساجي احبت داريان أيضا هو اعز صديق
لداريان ورجل طيب
- اليزابث

اخت اندرو الصغرى، تدرس في الثانوي، تعمل في مطعم بالقرب من محل الألعاب الذي يعمل به أخيها،
- جد راي

جد راي الذي يعمل في المعبد، عادة يطلب من راي ان تقوم ببعض الأعمال في المعبد
- تشاد

الرجل الذي يحب راي، انه رجل طيب حتى انه قدم حتى يساعد جدها في أعمال المعبد
- مولي

صديقة يوساجي الأولى زكل منهما يعرف الآخر جيدا
- كوين سيرينتي

ملكة القمر في الالفية الفضية
- ام يوساجي

لا نراها كثيرا في الحلقات
والد يوساجي
مثل امها، لا نراه كثيرا في الحلقات
- سامي

المشاكس سامي، شقيق يوساجي، دائما يقوم بازعاجها
- هيليوس

حارس عالم الأحلام، صديق ريني، لديه عدة تحولات (بيجأساس - قسيس اليجون)، تهاجمه فرقة سيرك ولكنه يطلب المساعدة من ريني والسايلرز عبر أحلام ريني
- الاميرة كاجويو

اميرة الكوكب «كينموكو»، بعد أن تدمر الكوكب هربت من جالاكسيا لكي تنجو منها ولحقها الستار لايتس
- جريج

يحب ايمي كثيرا، كلاهما ذكي وعلاماتهم كاملة، يحبان المذاكرة، باختصار، صديقان للابد
يحمل كرستال تدعى قوس قزح وهي تساعده في توقع ما سوف يحصل
- كاكيرو اوزارا

عالم فلك، ذات مرة اكتشف شيئا سقط على الأرض، كان هذا هو سبب الخطر على الأرض، في يوم آخر ساعد لونا
من حادث كاد أن بحصل، ولكنه بعد مدى سقط مريضا بسبب الشيء من اميرة الثلج كاجويا، وحاولت لونا ان تساعد
كاكيرو ولكن لم تستطع، فحاولت ان تخبر السايلرز ان يساعدوها وساعدوها وأيضا اعطوها رغبتها وحولوها إلى إنسانة
لكي تخبر كاكيرو عن احساسها
- هيميكو نايوتاكي

كانت مع كاكيرو في كلية ولكنها التحقت مع رواد فضاء وذهبوا إلى القمر !
- الاعداء

بوبلان، بنانو. اورانجيا
كانوا مأمورين بأن يجمعوا الأطفال للملكة فاديلانيا لكي يناموا للابد ! الثلاث كلهم عادوا إلى وضعهم الطبيعي بمساعدة سايلر موون!
الفضائيان : الين وآن
بعد عودة السايلرز من بعد هزيمة بيرل، سقط شيء بداخله هذان الفضائيان. بعد أن استقرا على هذا الكوكب قررا الذهاب إلى
المدرسة ولكنهما تنكرا على هيئة طالب وطالبة عأديان، أيضا قالوا بأنهم من فرنسا
لكي يعيشوا على الأرض يجب عليهم ان يجمعوا طاقة من الناس لكي يستخدموها وأيضا كان جزءا منها إلى شجرة الهلاك
الين احب يوساجي بينما آن احبت داريان، ولكن كانت مشكلة لأن كلا منهما يريد القضاء على ما يحبه الآخر
ولكن في النهاية تم معالجة الوضع من قبل السايلرز
شجرة الهلاك
قديما كانت على كوكب الين وآن وكانت هي مصدر حياة كل من على ذاك الكوكب ولكن غزا الشر الكوكب ودمره
ولم ينج من الشر الا الفضائيين والشجرة وصلوا على الأرض وكانت الشجرة على وشك الهلاك ولكن الفضائيين
كانوا يبقونها على الحياة باعطائها طاقة مستخرجة من القلب مثل الحب
كوين ميتاليا
هي المصدر الرئيسي للشر ! بيرل تحولت من طيبة إلى شريرة من قبل ميتاليا
كوين بيرل
قبل 1000 عام ! حاولت ان تغزو مملكة القمر ولكن كوين سيرينتي ارسلتها إلى المستقبل (الحاضر بالنسبة لنا)
ولكن عاودت الغزو على الأرض وارسلت الجنرالز الأربع بعد أن حولتهم إلى اشرار :
كونزايت
نفرايت
جادايت
زويسايت
ولكن في النهاية بائت بالفشل
الجنرالز
جادايت : أول من ارسل لجمع الطاقة لكوين بيرل وكانت طريقته هي وضع الفخ لأي شخص لكي يقع فيها ويأخذ منه طاقته
ليعطيها إلى كوين بيرل، ولكنه سرعان ما يفشل امام سايلر موون والسايلرز، حتى انه من كثر فشله قررت بيرل ان تعزله
وتعين نفرايت بدلا منه، وجمدته للأبد
نفرايت :
```
ثاني جنرال ارسلته بيرل لكي يجمع الطاقة لها، ويستخدم قوة من النجوم تستطيع أن تجعله يتمثل بشخصية ما
```

وعندا يلمس احدا يترك عليه علامة، ولكن هذه العلامة تزيد من طاقة الشخص إلى أن تصل إلى حد معين، حينذاك
يتم ظهور وحش من العلامة ويسحب كل الطاقة من الشخص ! ولكنه واجه السايلرز مثل جادايت ولم يكن هذا عدوه
فقط انما كان ظهور الجنرال الثالث «زويسايت» التي كانت تعمل ما بوسعها لتحل مكانه
حتى انها وضعت له مصيدة ووقع ضحيتها ومات
زويسايت :
```
ثالث جنرال، قضت على نفرايت، ولكن لم تكن مهمتها جمع الطاقة انما كانت مهمتها ان تجمع سبع كرستالات
```

على الوان قوس قزح، عندما اخرجت من كان بداخل اتضح انهم الفرسان السبعة لبيرل الذين ساعدوها من قبل في الالفية الفضية
ضد مملكة القمر والاميرات، أيضا كانت تأخذ المعلومات من الجنرال كونزايت الذي كانت تحبه. كلن يوعجها شخص واحد وهو
توكسيدو ماسك الذي كان يخرب كل مصايدها حتى انها حاولت ان تتعدى على اوامر بيرل لكي تقتل توكسيدو ماسك ولكن بيرل تقتلها
لأنها لم تنفذ اوامرها
كونزايت :
```
آخر جنرال وأذكى وأقوى واحد منهم، كانت اوامره ان يقضي على السايلرز ويأخذ العصا الكرستالية منهم، ولكنه
```

واجه شخصا يحاول أن يعطله عن مهمته، توكسيدو ماسك، ولكن في النهاية وحين وجد العصا استخدمت سايلر موون العصا
وردت ضربته إليه ومات منها
بلاك ليدي
ريني عندما تحولت إلى آنسة وتحولت من طيبة إلى شريرة، حولها «وايز مان» إلى هذا الشكل لكي تساعده في القضاء على السايلرز
وايز مان
رجل غريب من المستقبل وهو ارسل مساعديه إلى الماضي (الحاضر بالنسبة لنا) لكي يغيرون مجرى التاريخ
رابيوس
هو والاخوات الأربع على مهمة من وايز مان ليغير مجرى التاريخ ! مات من جراء انفجار سفينته
ايميرالد
بعد موت رابيوس، اخذت مهمته وحاولت ان تقضي على مدينة طوكيو والاستيلاء على ريني
سافيير
أخو دايماندو، قليل الكلام وأذكى واحد في عائلة نيجا موون، يحاول أن يحذر أخوه من وايز مان وخدعه ولكن أخوه لا يسمع
إليه حتى انه في مرة من المرات حاول أن يحذر أخوه ولكن وايز مان اخبر أخوه بأن سافيير خائن
برينس دايماندو
أخو سافيير الأكبر، رئيس عائلة نيجا موون، احب كوين سرينتي ملكة المستقبل لطوكيو ولكنه سرعان ما اكتشف ان سايلر موون
هي صورتها في الماضي ! حاول أن يجعلها تحبه ولكن فشل !
بعد أن مات أخوه عرف الحقيقة عن وايز مان وانه يحاول أن يخدعه، فذهب غاضبا إليه ولكنه في النهاية بعد أن هزمه لم يستطع ان يكمل
مهمته في مساعدة عائلة نيجا موون ولكن طلب من سايلر موون ان تساعدهم بدلا عنه !!!
اخوات نيجا موون الأربع
كاتسي :
```
أكبر الاحوات في عائلة نيجا موون ! عنيفة الطبع، بمثابة سايلر موون لأن كلاهما لهم سلطة على البقية !
```

من حركاتها انها تستطيع إطلاق نار سوداء قوية جدا. هي تحب ان تعمل الأعمال بمفردها وأيضا تحب ان تكون
دائما على رأس العمل !
بيردي :
```
بمثابة ميركوري، ذكية جدا، ومن حركاتها انها تستطيع إطلاق ماء داكنة مثل حركات ميركوري المائية.
```

تحب ان تغير من ملابسها وتحب ان يعمل الآخرون اعمالها ! ولكن مشكلتها انها لا تتحمل الخسارة مهما كانت !
حتى انها هي وميركوري تحديا على لعبة شطرنج ولكن ميركوري فازت !
افاري :
```
بمثابة فينوس حيث تهتم بمثهرها أكثر من اللازم، تستخدم سوطين طويلين كسلاح لها، تكره بريزما ودائما
```

تحدث مشاجرات بينهما.
بريزما :
```
بمثابة جوبتر، تطلق كهرباء داكنة، ودائما تحب ان تلبس ملابس سوداء ! دائما تتشاجر مع اختها افاري حتى
```

ان المشاجرات في بعض الأحيان تفشل المهمة
مسترس 9
أدى الانفجار الذي حدث وقت تجربة أبيها إلى نمو فيروس داخلها وكان هذا الفيروس يكون قوة تنتظر الوقت لأن تظهر
نفسها. طاقة ريني الداخلية هي السبب التي جعل القوة التي بداخل هوتارو تخرج، وبالتالي تحولت هوتارو إلى مسترس 9
وساعدت فاروه 90 على أن تدخل البوابة ولكن حدث شيئا ما جعلها تتخول إلى سايلر ساترن وتصلح الامور كلها
الدكتور سويشي توموي
دائما في مختبره يعمل لاختراع شيء يسمى «كأس النقاء» وعمله ان يمسح الأرض كلها. اخترع مخلوقات غريبة هدفها ان تجد
قلب نقي وتسلبه من الإنسان. قديما كان الدكتور يعمل على أعمال للخير ولكن حدث في اخد تجاربه انفجار كبير أدى إلى وفاة كل من
حوله منهم ابنته هوتارو، وقد عرض عليه عرضا وهو حياة ابنته بشرط ان يعمل للشر على يد مارد شرير
كاورينايت
مساعدة الدكتور المخلصة، تحاول أن تساعده بإيجاد القلب الصافي، ولكن دائما تفشل لأن سايلر موون دائما تأتي وقت الخطر.
حاولت ان تسلب القلب الصافي من سايلر موون والسايلرز ولكنها فشلت !
الساحرات الخمسة
ايقويل : رئيسة الساحرات، تعمل باجتهاد زلكن بالسهولة ان تفشل، يعملن الساحرات لإيجاد القلب الصافي. تستخدم مسدس لسحب
القلب الصافي. ماتت من حركة سوبر سايلر موون عندما اعادت حركتها إليها
ميمات : بعد موت ايقويل، انتقلت مهمة جمع القلب الصافي إلى ميمات حيث تستخدم تعويذة لشل حركة الناس والاستيلاء على القلب الصافي
بسهولة.
تيلولو :
```
بعد موت ميمات، اخذت تيلولو مهمتها، شديدة العنف، طورت فكرة للاستيلاء على عدة قلوب صافية في وقت واحد ولكنها وقعت
```

في إحدى خططها وماتت منها
بيرويت :
اخذت المهمة بعد تيلولو وكانت جادة في عملها، تستخدم سلاح يسمى «نانو كاف» وان استعمل كثيرا قد يقتل الشخص المقابل.
ماتت من هذا السلاح حين سوبر سايلر موون ردت حركتها إليها
سيبرين وبيتايرول :
أقوى الساحرات، كلاهما يشترك في فكرة واحدة وخطة واحدة، توامان لهما نفس الرغبات، ولكن السايلرز حاولوا تفرقتهم
وجعل كل منهما يطلق على الآخر
نيهيلنيا
قديما، حاولت ان تغزو مملكة القمر ولكنها اكتشفت ان هناك فنى يدعى هيليوس لديه القدرة ان يحول كل شيء إلى شخص واحد
ولكن حينما حاولت ان تأخذه منه لم يوافق ورفض، فأخذته رهينة ولكن كوين سيرينتي حبستها في غلاف لكي تستمر مشلولة للابد
ولكن حدث شيئا وجعلها تخرج من الغلاف، وقد حاولت في أن تأخذ هذه القوة من هيليوس ولكن فشلت واعيدت إلى الغلاف.
ولكن بعد مدى خرجت من جديد وحاولت ان تنشر الشر على الأرض ولكنها اعترف بخطأها وسايلر موون ساعدتها واعادتها إلى
مركزها
زيركونيا
سيد فرقة سيرك القمر، يعمل تحت امرة الملكة نيهيلنيا
ثلاثي امازون
عين النمر : اصغر الثلاثي ويحب الفتيات الجميلات
عين السمكة : ولد ولكن تصرفاته وشكله بنت، لديه خوف من القطط
عين النسر : أكبر الثلاثي
ربع امازون
سيل سيل : ساحرة الورد، تحب ان تكون انيقة دائما
بارا بارا : تبدو لطيفة من الخارج ولكنها من الداخل شريرة
جان جان : تحب الدوران والأعمال الجمبازية، عندها رغبة المخاطرة
فيسو فيسو :
مدربة الحيوانات، دائما تحاول أن تفهم الآخرين بشكل خاطئ
فيور
قديما، كان لداريان صديقة تدعى فيور عندما كان صغيرا ولكنها اضطرت ان تذهب بعيدا عنه ولكن قبل أن تذهب اعطاها وردة لتتذكره.
حان الوقت لكي تعود وترد له الوردة التي اعطاها، ولكنها تكتشف ان داريان احب يوساجي، فغارت وقامت بالاعتداء على يوساجي
ولكن داريان تدخل وبالغلط اصيب بجرح فحملته فيور وقامت بنقله إلى صخرة كانت تسبح في الفضاء ثم لحقتها يوساجي ومعها السايلرز
وفي النهاية استخدمت يوساجي نفس حركة التي استخدمتها كوين سيرينتي في الماضي لكي تنقل الاخطار من هذا الزمن ! وادى ذلك إلى
وفاتها ولكن فيور اعطت داريان وردة حياة وعادت يوساجي مرة أخرى إلى الحياة
وردة كازينيا
هذه الوردة هي سبب المشاكل، حولت فيور من إنسانة طيبة إلى إنسانة شريرة
فاديلانيا
هدفها ان تقضي على الأحلام الموجودة على كوكب الأرض، امرت بوبلان، بنانو واورانجيا بأن يجمعوا
الأطفال ويجعلونهم نائمين في احلامهم للابد، ولكنها فشلت عندما اتحد بابيرو مع البقية وساعدهم
اميرة الثلج كاجويا
فديما، حاولت ان تجمد الأرض ولكن العصا الكرستالية افشلت خطتها
في الحاضر، حاولت ان تجمدها مرة أخرى، ولكن بعد ما قربت ان تنجح، فشلت وعادت من حيث اتت